# Chitarra decacorde
La chitarra decacorde è una tipologia di chitarra a dieci corde invece delle sei canoniche, con le quattro corde aggiuntive usate per i toni gravi. Utilizzata per lo più per l'esecuzione di musica popolare, la sua accordatura è, partendo dalla corda più acuta, Mi - Si - Sol - Re - Do - Si - La - Sol - Fa - Mi.

## Storia
Lo strumento nacque nel XIX secolo senza il tipico manico allargato, ma fu nel 1828 che Ferdinando Carulli usò una chitarra con dieci corde e un manico più largo costruita dal liutaio René Lacôte.
Nel Méthode complete pour la décacorde nouvelle guitare op. 293 vi sono alcune sue composizioni per questo strumento .
Sempre nello stesso periodo Johann Kaspar Mertz e Luigi Legnani adottarono una variante a otto corde.
Nel 1964 nasce la prima chitarra a dieci corde moderna ad opera del liutaio spagnolo José Ramírez III in collaborazione con il chitarrista Narciso Yepes .
José Ramírez III (1922–1995) è il liutaio che ha costruito la chitarra decacorde moderna; Narciso Yepes il grande chitarrista da lui contattato. Narciso Yepes elaborò la tecnica dell'esecuzione su chitarra a 10 corde moderna; appena provata esclamò: "in quale meraviglioso pasticcio mi son buttato".
Influente esponente di questo strumento in Italia è Angelo Amato.